# Ettore Quaglierini
Ettore Quaglierini (Livorno, 28 de abril de 1893 - Praga, 27 de enero de 1953) fue un antifascista italiano y militante comunista, conocido también como “Pablo Bono”. Participó en la guerra civil española y desarrolló en España, América, Francia e Italia una intensa tarea como editor y librero asociada a la propaganda del partido y la lucha antifascista.

## Biógrafía
Nacido en Livorno, inició su actividad política en el Partido Socialista Italiano a partir de 1913 y fue nombrado corresponsal del diario “Avanti”. Después de la Primera Guerra Mundial, tras doctorarse en ciencias sociales, desarrolló actividades sindicales en Livorno y en Toscana. Después de la división del Partido Socialista, Ettore participó en el nacimiento del Partido Comunista Italiano (el 21 de enero de 1921), del que fue nombrado delegado. En febrero de ese mismo año prosigue su actividad política y sindical en Turín y colabora en L'Ordine Nuovo, el diario fundado por Antonio Gramsci. En 1922 fue nombrado secretario de las Federaciones Comunistas de Varese, de Como y de Sondrio. En ese periodo llegó a ser agredido por un grupo fascista y herido gravemente, tras lo que abandonó Italia y se trasladó a Francia.
Desde 1923 hasta 1931, como delegado del PCI, realiza una intensa actividad política, sindical y editorial para la emigración italiana en diversos países europeos (Alemania, Francia, Bélgica, Unión Soviética) y en América Latina (Argentina y Uruguay) como miembro del secretariado sudamericano del Comintern. Durante ese período colaboró con diarios y revistas como “Vie Ouvrière”, “La Riscossa”, L´Humanité” , “Europe”, Drapeau Rouge” y promovió la creación de la casa de ediciones Europa America (1926). Amigo y colaborador del escritor Henri Barbusse, propuso en 1928 un programa de ediciones de textos en los idiomas de las diferentes emigraciones que se concretará en la colección “Monde” y en sus servicios editoriales internacionales. Durante su estancia en París intimó y colaboró con Palmiro Togliatti. 
En 1931 se trasladó a España donde permaneció hasta 1939, salvo breves períodos pasados en la Unión Soviética y en París. En Barcelona fundó y una librería antifascista. Durante el Bienio Negro fue arrestado y encarcelado. Una vez liberado, se estableció en Madrid en 1935 para dirigir la sede central de “Europa América”.
En 1936, “Pablo Bono” (este es el seudónimo que Ettore Quaglierini adopta en España además del de “Pablo Clavego”) se traslada a la Somosierra al principio de la guerra civil española. Participa a la resistencia y es uno de los organizadores y comandantes de los batallones “Victoria “y “Acero” del Quinto Regimiento. Su acción, durante toda la guerra, se llevará a cabo en el marco del Ejército Republicano Español, manteniendo además la coordinación con las Brigadas Internacionales. Es enviado al frente de Extremadura donde participa a los combates de Navalmoral de la Mata y Oropesa. Después de la caída de Toledo, es llamado por el Comité madrileño del Partido Comunista de España y encargado de la organización del Frente del Tajo. Es durante ese período que fracasa el programa franquista de completar el asedio de Madrid. Una vez restablecida la situación en el Tajo, regresa a Extremadura donde las pocas fuerzas republicanas se ven obligadas a retroceder. El Partido Comunista de España envía entonces con gran urgencia sus mejores elementos. Y es allí, en el frente mismo, que Quaglierini crea una escuela de Comisarios y bajo el seudónimo de “Pablo Clavego” escribe el texto de divulgación “El trabajo de los comisarios políticos” (Ediciones Europa América 1937) y es nombrado Comisario de las Fortificaciones. A principios de noviembre de 1936 es llamado a la sección operaciones del Estado Mayor de la Junta de Defensa de Madrid. Es enviado con 500 hombres a Talavera, en la retaguardia franquista con el objetivo de destruir el aeropuerto desde donde despega la aviación enemiga para destruir Madrid. La operación es totalmente exitosa.
En enero de 1937 es nombrado Comisario de Guerra del Tercer Cuerpo de Ejército con el grado de general y participa a la gran batalla del Jarama, en la cual los franquistas son totalmente neutralizados. En esa ocasión se encuentra con el joven coronel Malinovski que será posteriormente ascendido a Mariscal de la Unión Soviética y luego a ministro de la defensa. Mantendrán, aún después, una relación de profunda amistad. En el invierno de 1937-1938 es nombrado Comisario del Ejército de Maniobra, dirigido por el general Vicente Rojo. Es transferido al Comisariado del Grupo de Ejército. Publica el primer número de la revista “El Comisario” y participa a la operación de gran envergadura, en Fuente Obejuna, en Extremadura, que viene reconquistada por los republicanos. Después del golpe del coronel Casado, que provoca la caída definitiva de la República, Quaglierini es arrestado, logra evitar el fusilamiento, huye a Argelia y posteriormente a Francia (1939).
En la primavera de 1940 es nuevamente enviado a América Latina. Forma parte de la dirección del Partido Comunista del Uruguay. Reinicia el trabajo de las ediciones internacionales simultáneamente con las actividades de movilización popular contra el nazismo. Durante ese período dirige la “Librería Editorial América” y la editorial “Pueblos Unidos”. Funda y dirige la Alianza Garibaldi, la organización antifascista de ayuda a las víctimas de la guerra.
De regreso en Italia en 1946, reanuda su actividad política y cultural. Enviado a Sicilia, es elegido Secretario del Comité Federal del PCI de Catania. Participa activamente a las campañas electorales y a la organización de las reivindicaciones campesinas para la distribución de las tierras incultas a los peones y campesinos. En 1948 es candidato al senado y a la cámara de diputados. A pesar de haber obtenido 23.000 votos, ello no es suficiente para asegurar su ingreso al parlamento. Llamado a Roma, después de un período transcurrido en la Fundación Gramsci. Colabora, a solicitud de Togliatti, en la revista “Rinascita” y trabaja intensamente en la creación de la librería “Rinascita” en Roma de la cual es nombrado director. 
Continúa asimismo con la actividad editorial, organizando la publicación de literatura marxista así como de grandes clásicos a precios reducidos para su divulgación entre las clases modestas. La guerra fría, la guerra de Corea y el peligro nuclear preocupan seriamente el mundo. En 1949, considerada su experiencia internacional, Quaglierini es enviado a Praga, donde colabora en la organización del Consejo Mundial de la Paz. Acude a Viena en diciembre de 1952 y participa en el Congreso Mundial de la Paz. Tras regresar a Praga, murió de forma imprevista a los 59 años de edad.